# Liste der denkmalgeschützten Objekte in St. Pölten-Viehofen
Die Liste der denkmalgeschützten Objekte in St. Pölten-Viehofen enthält die 7 denkmalgeschützten, unbewegliche Objekte des St. Pöltner Stadtteils Viehofen.

## Denkmäler
| Foto |                 | Denkmal                                                                                  | Standort                                        | Beschreibung | Metadaten |
| ---- | --------------- | ---------------------------------------------------------------------------------------- | ----------------------------------------------- | --- | --- |
| ja   | Datei hochladen | Schloss Viehofen HERIS-ID: 31928 Objekt-ID: 28956                                        | Schloßbergstraße 23 Standort KG: Ragelsdorf     | Das Schloss Viehofen wurde 1130 erstmals erwähnt, wird jedoch als älter eingestuft. Im 12. und 13. Jahrhundert ist das Ministerialengeschlecht der „Viehofner“ belegt, im frühen 14. Jahrhundert wurde Reinprecht von Wallsee Lehensträger der Herrschaft Viehofen. Nach verschiedenen kurzzeitigen Besitzern kam die Herrschaft 1508 an die Kirchberger, nach mehreren Besitzern 1745 übernahmen die Grafen von Kuefstein das Schloss und blieben bis 2003 in dessen Besitz. | BDA-Hist.: Q2243851 Status: Bescheid Stand der BDA-Liste: 2025-06-30 Name: Schloss Viehofen GstNr.: 333, 335 Schloss Viehofen                                     |
| ja   | Datei hochladen | Ehem. Meierhof des Schlosses Viehhofen HERIS-ID: 31933 Objekt-ID: 28961                  | Austinstraße 12 Standort KG: Viehofen           | Der ehemalige Meierhof des Schlosses ist im Kern zurückgehend auf das 16. Jahrhundert, die heute bestehende Bausubstanz stammt großteils aus dem 18. Jahrhundert. Heute befindet sich eine Tischlerei der Emmausgemeinschaft im Gebäude. | BDA-Hist.: Q37945187 Status: Bescheid Stand der BDA-Liste: 2025-06-30 Name: Ehem. Meierhof des Schlosses Viehhofen GstNr.: 272 Meierhof (Viehofen)                |
| ja   | Datei hochladen | Kath. Pfarrkirche Zur unbefleckten Empfängnis, Viehofen HERIS-ID: 31927 Objekt-ID: 28954 | Austinstraße 21 Standort KG: Viehofen           | 1888 wurde geplant anlässlich des 50-jährigem Thronjubiläums Kaiser Franz Josephs eine Kirche zu errichten, nach erfolgreicher Spendensuche konnte die Kirche 1898 geweiht werden. Die Kirche wurde 1956 zur Pfarre erhoben und 1996 durch einen Anbau erweitert. | BDA-Hist.: Q37945165 Status: § 2a Stand der BDA-Liste: 2025-06-30 Name: Kath. Pfarrkirche Zur unbefleckten Empfängnis, Viehofen GstNr.: 73/1 Pfarrkirche Viehofen |
| ja   | Datei hochladen | Wegkapelle hl. Johannes Nepomuk HERIS-ID: 31948 Objekt-ID: 28980                         | gegenüber Johannesplatz 4 Standort KG: Viehofen | Die übergiebelte Wegkapelle enthält eine Figur Johannes Nepomuks und wurde 1781 errichtet. | BDA-Hist.: Q37945269 Status: § 2a Stand der BDA-Liste: 2025-06-30 Name: Wegkapelle hl. Johannes Nepomuk GstNr.: 414/13 Johannes-Nepomuk-Wegkapelle Viehofen       |
| ja   | Datei hochladen | Mariensäule HERIS-ID: 31947 Objekt-ID: 28979                                             | bei Austinstraße 36 Standort KG: Viehofen       | Die Mariensäule wurde 1883 errichtet und zeigt über einer Toskanischen Säule eine Statue Maria Immaculata. | BDA-Hist.: Q37945255 Status: § 2a Stand der BDA-Liste: 2025-06-30 Name: Mariensäule GstNr.: 414/8 Mariensäule Viehofen                                            |
| ja   | Datei hochladen | Villa Steinfeldt HERIS-ID: 31943 Objekt-ID: 28975                                        | Ortweingasse 10 Standort KG: Viehofen           | Die schlossartige Villa in historistischem Stil wurde 1905 für den Fabriksbesitzer Eduard Steinfeldt errichtet. | BDA-Hist.: Q37945238 Status: Bescheid Stand der BDA-Liste: 2025-06-30 Name: Villa Steinfeldt GstNr.: .187 Villa Steinfeldt                                        |
| ja   | Datei hochladen | Spitzenfabrik HERIS-ID: 111325 Objekt-ID: 129132seit 2014                                | Spitzenfabrikstraße 2 Standort KG: Viehofen     | 1866 wurde von Friedrich Austin eine Spitzenfabrik gegründet. Um 1900 war die Blütezeit der Fabrik mit über 600 Bediensteten. 1933 wurde der Betrieb eingestellt, die Fabrikshalle blieb erhalten und wurde 2013 umgebaut und renoviert. Nunmehr dient sie als Veranstaltungshalle. | BDA-Hist.: Q37823207 Status: Bescheid Stand der BDA-Liste: 2025-06-30 Name: Spitzenfabrik GstNr.: 190 Spitzenfabrik (Viehofen)                                    |

## Ehemalige Denkmäler
| Foto |                 | Denkmal                                             | Standort                              | Beschreibung | Metadaten |
| ---- | --------------- | --------------------------------------------------- | ------------------------------------- | --- | --- |
| ja   | Datei hochladen | Herrenhaus HERIS-ID: 31935 Objekt-ID: 28964bis 2024 | Austinstraße 85 Standort KG: Viehofen | Der Kern des Gebäudes wurde ab 1810 unter Einbeziehung eines älteren Baus errichtet und im letzten Viertel des 19. Jahrhunderts auf sein heutiges Ausmaß ausgebaut. Die Villa diente als Direktorenwohnhaus der Spitzen- und Bobinet- und Vorhänge-Fabrik F. Austin, seit 2013 wird das Herrenhaus renoviert und in ein Heim für Betreutes Wohnen umgebaut. Im Jahr 2023 wurde nach Umbauarbeiten auch ein medizinisches Primärversorgungszentrum eingerichtet. | BDA-Hist.: Q37945200 Status: Bescheid Stand der BDA-Liste: 2024-06-15 Name: Herrenhaus GstNr.: 105/4 Herrenhaus Austinfabrik |